# Sankt Valentin
St. Valentin (scris și Sankt Valentin) este cel mai vestic oraș din landul federal Austria Inferioară din Austria.

## Istoric
Regiunea a fost pustiită în jurul anului 700 de avari. Prima atestare documentară a localității este din 1050, când a fost menționată în actul de fondare a mănăstirii Erla, situată în apropiere.

## Personalități
- Ryszard Krynicki⁠(en)[traduceți] (n. 1943), scriitor polonez, născut ca fiu al unor deportați într-un lagăr nazist de muncă